# 飛歌事件
飛歌事件，是臺灣一宗職業災害事故，美商台灣飛歌電子公司設在臺北縣淡水鎮竹圍里（今新北市淡水區竹圍里）的工廠，於1972年接連發生女工中毒死亡事件。主管機關事後調查發現，該工廠使用劇毒物質（三氯乙烯和四氯乙烯）作為工業除污劑，工廠建築又沒有適當的通風措施，導致5名女工吸入過多有毒溶劑的揮發氣體，引起肝中毒死亡。這起事故經媒體揭露後，引發輿論譁然，促使立法院於事故兩年後（1974年）通過《勞工安全衛生法》，以保護勞工工作時的身心健康。

## 事故
1960年代，臺灣工業發展快速，市場趨於飽和；為了推動經濟轉型，立法院陸續通過《獎勵投資條例》及《外國人投資條例》等法案，透過減免稅賦方式，鼓勵本國企業與外國企業互相競爭，開拓國際市場。台灣飛歌電子公司就是在這個經濟背景下，由美國企業飛歌－福特（Philco Ford）來臺設立的跨國子公司。1966年，台灣飛歌電子公司在臺北縣淡水鎮竹圍里開設工廠，製造電視、音響等家用電器，吸引許多當地女工應徵擔任生產線工人。
1972年9月6日，台灣飛歌股份有限公司產業工會致電臺灣省工礦檢查委員會，檢舉資方強迫2,000名勞工在充滿廢氣與灰塵的廠房工作，要求該會介入調查：:1202
本公司有二千餘員工在同一廠房工作，廢氣及灰塵瀰漫全廠終日不散，對員工之呼吸氣管影響甚鉅。再三建議公司改善，均未蒙採納。請從速派員蒞臨本公司檢查鑑定，俾促公司早日改善。
 — 台灣飛歌股份有限公司產業工會
臺灣省工礦檢查委員會接獲檢舉後，於兩天後（1972年9月8日）派員檢查，發現飛歌電子廠通風、排氣、冷氣設備全都失效，還瀰漫著藍色煙霧，便要求該廠在15日內維修通風設備，並改善工作環境過於擁擠的情況。:1202然而，飛歌電子廠惡劣的工作環境，仍然造成5名年輕女工殉職，死亡時間介於1972年7月至10月間；其中，年紀最小的殉職者只有15歲，入廠時間只有短短一個月。:1205
1972年10月，臺灣媒體開始報導飛歌電子廠女工罹患「怪病」死亡的事情。《聯合報》報導，台灣飛歌電子公司在1年內陸續有7名女工罹患「怪病」，導致3人死亡，200名女工因害怕得病而集體辭職。1974年10月24日，飛歌電子廠多名生產線女工出現嚴重中毒症狀，被緊急送往三軍總醫院；部分女工病情嚴重，必須住院治療；而她們的症狀都是全身發癢、起水泡、潰爛，同時發燒、糞便呈黑色、胸口疼痛、只要呼吸就會咳嗽。由於最早的症狀是全身發癢，許多女工便找皮膚科醫師診治，因而耽誤就醫時機。

## 調查
飛歌事件爆發後，輿論紛紛要求政府儘速查明原因。在多名女工送醫治療後，臺灣省工礦檢查委員會偕同中華民國內政部簡任技正王榮舫於1972年10月20日前往飛歌電子廠調查，發現該工廠使用對人體有劇毒影響的三氯乙烯和四氯乙烯清洗零件油污，卻沒有設置足夠的通風設備，導致有毒溶劑的揮發氣體無法排出室外；女工在擁擠、不通風的廠房裡吸入有毒物質，出現頭暈、嘔吐、肝臟發炎及皮膚潰爛等病徵，進而導致這場事故。
除此之外，調查人員還發現，飛歌電子廠雖有約3,000名員工，卻只有1位駐廠醫師；而且駐廠醫師還是兼職性質，每週只來工廠駐診3次。1972年10月27日，內政部邀集11個政府、學術、醫療單位及工會團體開會討論，確認飛歌事件是因僱主使用有機溶劑不當及衛生管理設備不良所致，並認定受害女工為職業災害受難者。:1203與會團體也達成共識，要求全面檢查臺灣電子公司的工作環境，並要求內政部制定《有機溶劑中毒預防規則》，避免類似情形再度發生。:1203
1972年10月28日，內政部勒令飛歌電子廠停工，要求僱主配合調查、照發員工薪資、支付傷亡者撫卹金，並改善工作環境。臺北地方法院檢察處檢察官張登科也主動偵辦調查，釐清飛歌公司有無刑事責任，並傳訊供應化學溶劑給飛歌電子廠的廠商作證。:72另一方面，飛歌公司一開始否認員工罹病係因溶劑中毒引起，直到各方調查結果都認定本案是職業災害事故，才在政府壓力下承諾改善工廠通風設備、更換溶劑種類、增聘駐廠醫師及加強普及員工職業衛生知識等。

## 影響
飛歌事件爆發時，臺灣仍以勞力密集產業為主，許多勞工都在製造廠工作，故飛歌事件爆發後立刻引發輿論譁然；在各方調查結果均指向飛歌電子廠工作環境與有機溶劑使用不當後，輿論紛紛要求政府改善勞工職業安全問題。當時除了飛歌電子廠外，還有日商美之美公司及三美電子廠發生女工中毒事件，導致人心惶惶。1972年11月11日，內政部召集全臺灣電子公司負責人舉行座談會，以飛歌事件作為案例，要求各公司改善工作環境，並聘僱專業的職業安全衛生管理人員:1204；各電子公司負責人也建議政府，儘速制定職安法規，但不要過度干預廠商營運。:1204-1205
1974年，鑒於飛歌事件死傷慘重，立法院通過《勞工安全衛生法》，內政部也頒布《有機溶劑中毒預防規則》等安全衛生規範，成為臺灣現行職業安全法規的基礎。在飛歌事件中導致女工中毒身亡的有機溶劑都納入法令規範，臺灣電子公司也慢慢以三氯乙烷取代有致癌風險的三氯乙烯作為工業除污劑。:73而立法院通過《勞工安全衛生法》時，也提出附帶決議，要求政府儘速制定《勞動基準法》。可以說，飛歌事件不只促使臺灣電子業改善勞工處境，也推動臺灣職業安全制度變革，影響當代臺灣勞工權益。

## 延伸閱讀
- . women.nmth.gov.tw.   [2025-06-28].
- 中央通訊社. . 中央社 CNA. 2024-06-15  [2025-06-28] （中文（臺灣））.